# Il Giallo Mondadori dal 601 al 700
|  | I 100 precedenti: Il Giallo Mondadori dal 501 al 600 |

## Dal N.601 al N.700
| N.  | Titolo italiano                           | Pubblicazione     | Titolo originale                   | Autore                  |
| --- | ----------------------------------------- | ----------------- | ---------------------------------- | ----------------------- |
| 601 | Io sono la vittima                        | 7 agosto 1960     | The Widow's Cruise                 | Nicholas Blake          |
| 602 | Il quinto giorno                          | 14 agosto 1960    | Date With A Dead Man               | Brett Halliday          |
| 603 | Perry Mason e la ragazza calendario       | 21 agosto 1960    | The Case of The Calendar Girl      | Erle Stanley Gardner    |
| 604 | Savage calibro 300                        | 28 agosto 1960    | Killer's Pay-off                   | Ed McBain               |
| 605 | Sette passi dalla fine                    | 4 settembre 1960  | Seven Steps East                   | Ben Benson              |
| 606 | Macabro quiz                              | 11 settembre 1960 | Cat Among The Pigeons              | Agatha Christie         |
| 607 | Perry, sei grande!                        | 18 settembre 1960 | The Case of The Deadly Toy         | Erle Stanley Gardner    |
| 608 | Nero Wolfe discolpati                     | 25 settembre 1960 | Plot It Yourself                   | Rex Stout               |
| 609 | Il prezzo del silenzio                    | 2 ottobre 1960    | The Paw In The Bottle              | James Hadley Chase      |
| 610 | Soluzione trappola                        | 9 ottobre 1960    | Never Kill A Cop                   | Lee Costigan            |
| 611 | Veniamo al sodo                           | 16 ottobre 1960   | Key To The Morgue                  | Hartley Howard          |
| 612 | 50 Dollari Per Il Morto                   | 23 ottobre 1960   | Slack Tide                         | George Harmon Coxe      |
| 613 | Cominciò con una rapina                   | 30 ottobre 1960   | Trouble Comes Double               | Robert P. Hansen        |
| 614 | Bersaglio: Mike Shayne                    | 6 novembre 1960   | Target: Mike Shayne                | Brett Halliday          |
| 615 | Una ragazza da salvare                    | 13 novembre 1960  | Murder Came Trembling              | Martin Brett            |
| 616 | No grazie, bambola                        | 20 novembre 1960  | Walk A Crooked Mile                | Richard Deming          |
| 617 | L'arma terribile                          | 27 novembre 1960  | The Line-up                        | Frank Kane              |
| 618 | Finché morte non vi separi                | 4 dicembre 1960   | The Real Gone Goose                | George Bagby            |
| 619 | Perry Mason e la voce fantasma            | 11 dicembre 1960  | The Case of The Mythical Monkeys   | Erle Stanley Gardner    |
| 620 | Cadavere in visita                        | 18 dicembre 1960  | The Corpse Come Calling            | Brett Halliday          |
| 621 | Una lama nell'ombra                       | 25 dicembre 1960  | Melora                             | Mignon G. Eberhart      |
| 622 | Destinazione: Obitorio                    | 1º gennaio 1961   | The Deadly Finger                  | Henry Kane              |
| 623 | 30 giorni d'agonia                        | 8 gennaio 1961    | Brothers And Sisters Have I None   | Jack Usher              |
| 624 | Buona giornata, Gideon!                   | 15 gennaio 1961   | Gideon's Day                       | J.J. Marric             |
| 625 | Violenta Broadway                         | 22 gennaio 1961   | Bowman on Broadway                 | Hartley Howard          |
| 626 | Nessuno mi crede                          | 29 gennaio 1961   | Murder of A Wife                   | Henry Kuttner           |
| 627 | La bara è scomoda                         | 5 febbraio 1961   | A Short Bier                       | Frank Kane              |
| 628 | Con la morte non si discute               | 12 febbraio 1961  | Don't Argue With Death             | Leonard Gribble         |
| 629 | Verità in cenere                          | 19 febbraio 1961  | Die Like A Dog                     | Brett Halliday          |
| 630 | Due colpi in uno                          | 26 febbraio 1961  | King's Ransom                      | Ed McBain               |
| 631 | Vieni a morire con me                     | 5 marzo 1961      | Come Die With Me                   | William C. Gault        |
| 632 | Rischi troppo, Perry Mason                | 12 marzo 1961     | The Case of The Singing Skirt      | Erle Stanley Gardner    |
| 633 | Rebus per otto                            | 19 marzo 1961     | A Tale of Two Murders              | Elizabeth Ferrars       |
| 634 | Ultime di cronaca                         | 26 marzo 1961     | Blood on The Cat                   | Nancy Rutledge          |
| 635 | Senza esclusione di colpi                 | 2 aprile 1961     | Murder In Brass                    | Lewis Padgett           |
| 636 | Strada senza ritorno                      | 9 aprile 1961     | Put Out That Star                  | Harry Carmichael        |
| 637 | Ipnosi                                    | 16 aprile 1961    | Dividend on Death                  | Brett Halliday          |
| 638 | Svanito nel nulla                         | 23 aprile 1961    | A Deadly Affair                    | Ed Lacy                 |
| 639 | 3º grado per Bowman                       | 30 aprile 1961    | The Long Night                     | Hartley Howard          |
| 640 | Sorella morte                             | 7 maggio 1961     | Akin To Murder                     | K. Moore Knight         |
| 641 | Chiamate "Frederick 2-8024"               | 14 maggio 1961    | The Heckler                        | Ed McBain               |
| 642 | Scritto col sangue                        | 21 maggio 1961    | The Galloway Case                  | Andrew Garve            |
| 643 | La città in agguato                       | 28 maggio 1961    | A Hammer In His Hand               | Whit Masterson          |
| 644 | Merletto di mezzanotte                    | 4 giugno 1961     | Midnight Lace                      | William Drummond        |
| 645 | Senso di colpa                            | 11 giugno 1961    | The Girl Who Wasn't There          | Thomas B. Dewey         |
| 646 | Passo falso                               | 18 giugno 1961    | Die, Little Goose                  | David Alexander         |
| 647 | Controcorrente                            | 25 giugno 1961    | The Green Eyed Monster             | Patrick Quentin         |
| 648 | Una donna di mezzo                        | 2 luglio 1961     | The Girl Between                   | Bruno Fischer           |
| 649 | Nessuno ti sentirà                        | 9 luglio 1961     | Jury of One                        | Mignon G. Eberhart      |
| 650 | La legge del più forte                    | 16 luglio 1961    | There's Always A Pay-off           | Robert P. Hansen        |
| 651 | L'assassino nel tuo letto                 | 23 luglio 1961    | The Survival of The Fittest        | Edna Sherry             |
| 652 | Alla larga da Broadway                    | 30 luglio 1961    | Exit Dying                         | Harry Olesker           |
| 653 | L'artiglio nella carne                    | 6 agosto 1961     | The Face of The Tiger              | Ursula Curtiss          |
| 654 | Troppi clienti                            | 13 agosto 1961    | Too Many Clients                   | Rex Stout               |
| 655 | Rossa da richiamo                         | 20 agosto 1961    | The Affair of The Exotic Dancer    | Ben Benson              |
| 656 | Perry Mason e il cadavere fermo posta     | 27 agosto 1961    | The Case of The Shapely Shadow     | Erle Stanley Gardner    |
| 657 | Fuoco incrociato                          | 3 settembre 1961  | Day of the Ram                     | William C. Gault        |
| 658 | La mia morte per la tua                   | 10 settembre 1961 | A Penknife In My Heart             | Nicholas Blake          |
| 659 | Il delitto non perdona                    | 17 settembre 1961 | Politics Is Murder                 | Edwin Lanham            |
| 660 | Non chiamate la Polizia                   | 24 settembre 1961 | The Death of Daddy-o               | David Alexander         |
| 661 | Assassinio per procura                    | 1º ottobre 1961   | The Huntress Is Dead               | Ben Benson              |
| 662 | In gamba, Donald Lam!                     | 8 ottobre 1961    | Kept Women Can't Quit              | A. A. Fair              |
| 663 | Inesorabilmente                           | 15 ottobre 1961   | Begin With A Gun                   | Michael Cronin          |
| 664 | Segreto di famiglia                       | 22 ottobre 1961   | The Ferguson Affair                | Ross Macdonald          |
| 665 | Spogliati e muori                         | 29 ottobre 1961   | Reclining Nude                     | Maurice Watson          |
| 666 | Chi cerca trova                           | 5 novembre 1961   | Murder Is Where You Find It        | Robert P. Hansen        |
| 667 | Colpo jellato                             | 12 novembre 1961  | Soft Touch                         | John D. MacDonald       |
| 668 | Il boia viene pregando                    | 19 novembre 1961  | The Watcher                        | Dolores Hitchens        |
| 669 | Perry Mason e le bugie dalle gambe lunghe | 26 novembre 1961  | The Case of The Spurious Spinster  | Erle Stanley Gardner    |
| 670 | Ecco la sua bara, signora                 | 3 dicembre 1961   | Murder of Mistress                 | Henry Kuttner           |
| 671 | Lo spettacolo è finito                    | 10 dicembre 1961  | See Them Die                       | Ed McBain               |
| 672 | Bowman Londra-New York                    | 17 dicembre 1961  | The Big Snatch                     | Hartley Howard          |
| 673 | Tris di nero Wolfe                        | 24 dicembre 1961  | Three at Wolfe's Door              | Rex Stout               |
| 674 | Mossa decisiva                            | 31 dicembre 1961  | Just Another Sucker                | James Hadley Chase      |
| 675 | ...Il can che dorme                       | 7 gennaio 1962    | The Sleeping Dog                   | Elizabeth Ferrars       |
| 676 | Ultima consegna                           | 14 gennaio 1962   | The Last Commandment               | George Harmon Coxe      |
| 677 | Riposa in pace, bambola                   | 21 gennaio 1962   | Sleep, My Pretty One               | Hartley Howard          |
| 678 | Tutti per uno, all'87º Distretto          | 28 gennaio 1962   | Til Death                          | Ed McBain               |
| 679 | Indiziato numero uno                      | 4 febbraio 1962   | Call The Witness                   | Edna Sherry             |
| 680 | La pecora nera                            | 11 febbraio 1962  | Masquerade In Blue                 | Glenn M. Barns          |
| 681 | Fatti coraggio, Callaghan                 | 18 febbraio 1962  | Vein of Violence                   | William C. Gault        |
| 682 | Operazione terrore                        | 25 febbraio 1962  | Operation Terror                   | Gordon e Mildred Gordon |
| 683 | Perry Mason con l'acqua alla gola         | 4 marzo 1962      | The Case of The Waylaid Wolf       | Erle Stanley Gardner    |
| 684 | Ecco fatto, Mike Shayne!                  | 11 marzo 1962     | Killers From The Keys              | Brett Halliday          |
| 685 | Non fidarti, Donald Lam                   | 18 marzo 1962     | Bachelors Get Lonely               | A. A. Fair              |
| 686 | Segugi si nasce                           | 25 marzo 1962     | Room for Murder                    | Doris Miles Disney      |
| 687 | Due modi per morire                       | 1º aprile 1962    | The Case of The Backward Mule      | Erle Stanley Gardner    |
| 688 | Epitaffio per Johnny Liddell              | 8 aprile 1962     | Due Or Die                         | Frank Kane              |
| 689 | Smania di uccidere                        | 15 aprile 1962    | Deadly Purpose                     | Robert P. Hansen        |
| 690 | Requiem per Laurie                        | 22 aprile 1962    | Requiem for A School Girl          | Ivan T. Ross            |
| 691 | Botte da orbi                             | 29 aprile 1962    | Farewell, By Death                 | Vernon Warren           |
| 692 | Le iene vanno a coppia                    | 6 maggio 1962     | Kiss And Kill                      | Richard Deming          |
| 693 | Non fare agli altri...                    | 13 maggio 1962    | The Wycherly Woman                 | Ross Macdonald          |
| 694 | Squadra notturna                          | 20 maggio 1962    | Night Squad                        | David Goodis            |
| 695 | Sul mio cadavere                          | 27 maggio 1962    | Lady Here's Your Wreath            | James Hadley Chase      |
| 696 | Accoppiata di morte                       | 3 giugno 1962     | Murder Clear, Track Fast           | Judson Philips          |
| 697 | Tieni duro, Perry Mason                   | 10 giugno 1962    | The Case of The Duplicate Daughter | Erle Stanley Gardner    |
| 698 | Omicidio a tempo di jazz                  | 17 giugno 1962    | Peter Gunn                         | Henry Kane              |
| 699 | Piombo a volontà                          | 24 giugno 1962    | Extortion                          | Hartley Howard          |
| 700 | L'ora della verità                        | 1º luglio 1962    | What's Better Than Money?          | James Hadley Chase      |

|  | I 100 successivi: Il Giallo Mondadori dal 701 al 800 |